# Michael Carreras
Michael Henry Carreras (* 21. Dezember 1927 in London; † 19. April 1994 ebenda) war ein britischer Filmproduzent, Drehbuchautor, Regisseur und Studio-Manager, spezialisiert auf Horrorstoffe für seine eigene Firma, die Hammer Films.

## Leben
Carreras entstammte einer Dynastie von Film-Kaufleuten. Sein Großvater Enrique Carreras (1880–1950) kam vor dem Ersten Weltkrieg aus Spanien nach England und eröffnete in London-Hammersmith 1913 sein erstes Kino. Es folgte bald eine ganze Kette von Lichtspieltheatern. Enrique Carreras und der Varietékünstler William Hinds, Künstlername Will Hammer, gründeten 1935 eine gemeinsame Filmverleihfirma, die „Exclusive Films Ltd.“, aus der schließlich 1947 die Produktionsfirma 'Hammer Films' hervorgehen sollte – ein Studio, das sich ab Mitte der 50er Jahre einen Namen als Spezialist für Horrorfilme machen sollte.
Michael Carreras folgte 1943 seinem Vater James Carreras (1909–1990) in die Firma, als dieser gerade seinen Kriegsdienst absolvierte. Carreras junior erlernte in der Folgezeit das Filmhandwerk von der Pike auf, unterbrochen nur durch seinen eigenen Militärdienst 1946/47. Ab 1951 zeichnete er als Produzent verantwortlich. Trotz notorischer Finanzschwäche und diverser Produktionspartner blieb „Hammer Films“ ein Familienbetrieb, in dem Carreras, wie auch der Sohn Will Hammers, Anthony Hinds, die verschiedensten Positionen – nicht nur als Produzent, sondern später auch als Regisseur bzw. als Drehbuchautor – ausübte. 1961 verließ Carreras zeitweilig die väterliche Firma, gründete mit der kurzlebigen „Capricorn Films“ sein eigenes Unternehmen, kehrte aber bald wieder zur „Hammer Films“ zurück.
Erst im Januar 1971 übernahm Michael Carreras als Managing Director die Leitung der Firma, im August des darauffolgenden Jahres kaufte er seinem Vater James die Firma ab. Bis dahin hatte sich der erfahrene Filmkaufmann vor allem als Produzent und Drehbuchautor hervorgetan, während seine Inszenierungen bisweilen erhebliche Schwächen aufwiesen. Mitte der 70er Jahre stellte die „Hammer Films“ ihren Produktionsbetrieb weitgehend ein.
Im Jahr 1986 wurde Carreras auf dem Fantafestival mit dem Career Award ausgezeichnet.
Michael Carreras starb im April 1994 an Krebs.

## Filmografie

### Als Filmproduzent
- 1951: The Dark Light
- 1952: Never Look Back
- 1952: Mantrap
- 1953: Four Sided Triangle
- 1953: Spaceways
- 1953: Blood Orange
- 1954: Face the Music
- 1954: Murder by Proxy
- 1954: The Stranger Came Home
- 1954: Robin Hood, der rote Rächer (Men of Sherwood Forest)
- 1955: Spionagenetz Hamburg (Break in the Circle)
- 1955: Cyril Stapleton and the Show Band (Dokumentarkurzfilm)
- 1955: The Right Person (Kurzfilm)
- 1955: Just for You (Dokumentarkurzfilm)
- 1955: Parade of the Bands (Dokumentarkurzfilm)
- 1956: Copenhagen (Dokumentarkurzfilm)
- 1956: Dick Turpin: Highwayman (Kurzfilm)
- 1957: Stahlbajonett (The Steel Bayonet)
- 1958: Der Schnorchel (The Snorkel)
- 1959: Vor uns die Hölle (Ten Seconds to Hell)
- 1959: Den Tod überlistet (The Man Who Could Cheat Death)
- 1959: Feinde von gestern (Yesterday’s Enemy)
- 1959: Die Rache der Pharaonen (The Mummy)
- 1959: The Ugly Duckling
- 1960: Hetzjagd (Hell Is a City)
- 1960: Schlag 12 in London (The Two Faces of Dr. Jekyll)
- 1960: Einmal China und zurück (Visa to Canton)
- 1963: What a Crazy World
- 1964: Die Rache des Pharao (The Curse of the Mummy’s Tomb)
- 1965: Herrscherin der Wüste (She)
- 1966: Eine Million Jahre vor unserer Zeit (One Million Years B.C.)
- 1967: Der Sklave der Amazonen (Slave Girls)
- 1968: Bestien lauern vor Caracas (The Lost Continent)
- 1969: Banditen auf dem Mond (Moon Zero Two)
- 1970: Crescendo – Die Handschrift des Satans (Crescendo)
- 1971: Sex vor sechs Millionen Jahren (Creatures the World Forgot)
- 1972: Ehe der Morgen graut (Straight On Till Morning)
- 1972: Dämonen der Seele (Demons of the Mind)
- 1972: Ein Begräbnis erster Klasse (That’s Your Funeral)
- 1972: Nearest and Dearest
- 1974: Ti Lung – Der tödliche Schatten des Mr. Shatter (Shatter)

### Als Regisseur
- 1955: Cyril Stapleton and the Show Band (Dokumentarkurzfilm)
- 1955: Just for You (Dokumentarkurzfilm)
- 1955: Parade of the Bands (Dokumentarkurzfilm)
- 1956: Copenhagen (Dokumentarkurzfilm)
- 1957: Stahlbajonett (The Steel Bayonet)
- 1960: Einmal China und zurück (Visa to Canton)
- 1962: Bis aufs Blut (Tierra brutal)
- 1963: Die Ausgekochten (Maniac)
- 1963: What a Crazy World
- 1964: Die Rache des Pharao (The Curse of the Mummy’s Tomb)
- 1967: Der Sklave der Amazonen (Slave Girls)
- 1968: Bestien lauern vor Caracas (The Lost Continent)
- 1971: Das Grab der blutigen Mumie (Blood from the Mummy’s Tomb)
- 1974: Ti Lung – Der tödliche Schatten des Mr. Shatter (Shatter)

### Als Drehbuchautor
- 1954: The Stranger Came Home
- 1963: What a Crazy World
- 1964: Die Rache des Pharao (The Curse of the Mummy’s Tomb)
- 1966: Eine Million Jahre vor unserer Zeit (One Million Years B.C.)
- 1967: Der Sklave der Amazonen (Slave Girls)
- 1968: Bestien lauern vor Caracas (The Lost Continent)
- 1969: Banditen auf dem Mond (Moon Zero Two)
- 1970: Sex vor sechs Millionen Jahren (Creatures the World Forgot)